# Fred Ormskerk
Frederik Ferdinand (Fred) Ormskerk (Nickerie, 26 april 1923 – Paramaribo, 1 mei 1980) was een Nederlands militair. Na een KNIL-opleiding te Camp Casino in Australië, kwam hij terecht in Batavia. Hier onderscheidde hij zich als soldaat en kwam al snel terecht bij het net opgerichte Korps Speciale Troepen (KST) van kapitein Westerling. Aan deze periode dankt hij zijn bijnaam 'Bikkel'.

## Biografie
Ormskerk kwam uit een militair geslacht. Zijn stamvader William Farrer, kapitein bij de Schotse Brigade, was aan het eind van de 18e eeuw in Suriname en verwekte er een buitenechtelijk kind met een mulat. Zelf was Fred Ormskerk de zoon van de koloniaal militair Alexander Reinier Francois Ormskerk (1888-1961). Ormskerk is een verre verwant van Abraham George Ellis. Hij begon zijn militaire loopbaan in maart 1942 als 19-jarige bij de Surinaamse Schutterij alwaar hij werd ingelijfd als schutterijplichtige. Hij werd ingedeeld bij het 1e Bataljon Infanterie.
Maart 1943 was er een overgang bij de Subsistentencompagnie van het Bataljon Gecombineerde Troepen en werd hij als soldaat der 1ste klasse ingedeeld bij de Rijschool (Centrale Garage). In mei 1944 is hij overgegaan bij het KNIL als vrijwillig dienstplichtige, en ingedeeld bij het 1e Bataljon Infanterie van de Compagnie Overzee. In juli 1944 vertrok hij per Amerikaans transportschip naar Australië. Hier werd hij in november 1944 ingedeeld bij het 1e Bataljon Infanterie. Na een kort verblijf bij het Technisch Bataljon keerde hij augustus 1945 terug bij het 1ste Bataljon Infanterie als Militie Korporaal en hulpmonteur. Na een reorganisatie was er in februari 1946 een overgang bij het Depot Infanterie te Camp Casino.

### Nederlands-Indië
December 1946 vertrok Ormskerk naar Nederlands-Indië waar hij was ingedeeld bij het Subsistentenkader te Batavia. Vervolgens heeft hij te Bandung bij het Directoraat Centrale Opleidingen zijn opleiding doorlopen. Zijn daden bleven niet onopgemerkt bij zijn superieuren en hij werd in mei 1948 overgeplaatst naar de School Opleiding Parachutisten te Tjimahi. Ormskerk nam onder leiding van kapitein Westerling deel aan de politionele acties. In oktober 1948 werd hem het Ereteken voor Orde en Vrede toegekend.
Bij de grote reorganisatie in juli 1949, bedacht door generaal Spoor en Westerling, ging hij over naar het Opleidings Regiment Speciale Troepen. In januari 1950 raakte Ormskerk bij Situ Lembang aan zijn linkerhand gewond door een granaatscherf. Ondanks deze verwonding sloot hij in februari 1950 de commando-opleiding af.
Vervolgens werd Ormskerk overgeplaatst naar het Regiment Speciale Troepen I (Para) en het Regiment Speciale Troepen II (Commando). Vanwege de aanstaande soevereiniteitsoverdracht en de daarmee gepaarde reorganisatie van het KNIL, vertrok hij op 23 mei 1950 met m.s. Surriento naar Nederland, waar hij op 14 juni aankwam.
Bij koninklijk besluit d.d. 20 juli 1950 Stbl K 310 werd Fred Ormskerk eervol uit het KNIL ontslagen en formeel ingelijfd bij de Koninklijke Landmacht, bij het Regiment Stoottroepen.

### Suriname
Na de onafhankelijkheid bleef Ormskerk in Suriname, maar in 1979 was hij met pensioen en ging hij bij zijn vrouw en kinderen in Ermelo wonen, aan de Sportlaan. 
Het 41 Painfbat vormde destijds de Stoottroepen, toevalligerwijs gelegerd in de nabij gelegen Generaal Spoorkazerne.
In februari 1980 vond in Suriname de Sergeantencoup onder leiding van Desi Bouterse plaats. Ormskerk vertrok in april via Frans-Guyana naar Paramaribo waar hij voor de naar Nederland gevluchte oud-minister Johan Kasantaroeno brieven afleverde en onderzocht of de militairen weer konden worden teruggedrongen. Op 30 april werd Ormskerk in het grensplaatsje Albina opgepakt. Hij werd overgebracht naar Paramaribo. Op 1 mei werd hij in het gebouw van de garnizoenscommandant op een stoel vastgebonden om te worden verhoord. Onder anderen Paul Bhagwandas, John Hardjoprajitno, Roy Horb en Ruben Rozendaal zouden bij het verhoor aanwezig zijn geweest.
Ormskerk werd tijdens zijn verhoor geslagen tot hij een bekentenis had afgelegd. De volgende ochtend werd hij dood in zijn cel aangetroffen. In eerste instantie meldden de toenmalige machthebbers dat Ormskerk met een huurlingenleger een tegencoup had willen plegen. Hij zou nabij Albina in een vuurgevecht zijn doodgeschoten. Kort daarop werd gemeld dat Ormskerk was omgekomen bij een vluchtpoging. Op 6 mei meldde Badrissein Sital van de Nationale Militaire Raad (NMR) dat Ormskerk in zijn cel had geprobeerd een wacht te ontwapenen en dat hij bij een daaropvolgende vechtpartij zijn hoofd had gestoten aan een tafel en bewusteloos zou zijn geraakt.
Door de Surinaamse patholoog-anatoom dr. Albert Vrede werd een hersenoedeem als gevolg van inwerking van stomp geweld geconstateerd. Het stoffelijk overschot werd naar Nederland overgebracht waar het op 19 mei opnieuw werd onderzocht. Ditmaal door dr. Jan Zeldenrust. Deze constateerde onderhuidse bloeduitstortingen en diverse versplinterde ribben. Ormskerk was Nederlands staatsburger, maar het kabinet-Van Agt reageerde zeer omzichtig. In zijn antwoord op schriftelijke vragen van de PvdA-Kamerleden Ineke Haas-Berger, Jan Pronk en Max van der Stoel verzweeg minister van Justitie Job de Ruiter het door Vrede geconstateerde hersenoedeem en meldde hij slechts dat door Zeldenrust de doodsoorzaak niet definitief kon worden vastgesteld omdat deze nog op het sectierapport van Vrede wachtte.
De journalist Rudie Kagie publiceerde in december 2012 het boek Bikkel over Ormskerk. Volgens Kagie is er nooit iets gebleken van de beschuldigingen over een staatsgreep en een huurlingenleger. In zijn boek verklaren drie getuigen dat John Hardjoprajitno betrokken was bij de dood van Ormskerk. Naar aanleiding van het boek stelde het Kamerlid Harry van Bommel van de Socialistische Partij schriftelijke vragen over onder andere de betrokkenheid van Hardjoprajitno.
Fred Ormskerk was in Suriname een bekende verschijning, een markant figuur en militair die graag de grenzen van de militaire wetten opzocht. Bij de soldaten gold hij als uitermate streng maar rechtvaardig. Begin jaren 1970 maakte Suriname voor het eerst kennis met de reputatie van Ormskerk. Het grensgeschil inzake het Tigri gebied tussen Guyana en Suriname speelde hoog op en Ormskerk wilde met zijn manschappen, goed getrainde commando's van de Echo Compagnie, de Guyanezen verjagen. Hierbij had zijn commandant en meerdere, Sjoerd Lapré een oogje dichtgeknepen. De twee militairen kenden elkaar uit hun KNIL-tijd. Naar verluidt heeft de toenmalige premier Sedney tijdig ingegrepen, maar de Guyanezen waren al uit het gebied gevlucht.
Een ander voorval deed zich voor tijdens een parachutisten training. De parachute van een cursist weigerde en deze kwam te overlijden. Men verweet Ormskerk ondeugdelijk materiaal te hebben aangeschaft. Om deze aantijging te ontkrachten is Ormskerk met dezelfde parachute de lucht ingegaan en heeft daarmee een sprong gemaakt. Hiermee wilde hij aangeven dat het ongeluk hoogstwaarschijnlijk een menselijk falen was. In militaire kringen en ook bij de burgerbevolking werd dit optreden als een ware heldendaad gezien wat hem nog meer respect opleverde. Het ongeluk en overlijden van de parachutist heeft niettemin ertoe geleid dat Ormskerk een punt zette achter de parachutistenopleiding.
Ormskerk is de geestelijk vader van de  OP-Savanne op Zanderij. Dit is een oefenterrein van het leger en geldt als een van de zwaarste in de regio. De soldaten klaagden hierover, maar de Nederlandse mariniers die in Suriname hun jungle training genoten, maakten er graag gebruik van. Ook de Franse militairen die zo nu en dan in Suriname waren, kwamen graag op de OP-Savanne.

## Onderscheidingen
- Eremedaille verbonden aan de Orde van Oranje-Nassau in goud met de Zwaarden
- Gouden Medaille wegens Langdurige, Eerlijke en Trouwe Dienst

Er bestaat onduidelijkheid over de diverse onderscheidingen die Ormskerk mogelijk ontvangen zou hebben voor zijn inzet in de Koreaanse Oorlog. Er bestaat echter geen bewijs dat hij in Korea heeft gevochten. Wel staat vast dat hij in Suriname de latere Korea-gangers opgeleid heeft.